# Лубенский, Иван Осипович
Иван Осипович Лубенский (пол. Jan Hilary Łubieński z Łubnej; 1794 — 10 июня 1860 года) — тайный советник, сенатор.

## Биография
Обучался в калишских училищах, а затем на юридическом факультете Бреславского университета, по окончании курса в котором определился в 1815 года секретарем-апликантом префектуры бывшего Калишского департамента. Затем он состоял асессором, экспедитором и адъюнктом бывшей Калишской воеводской комиссии (1817 г.) и в том же году исполнял должность комиссара Пиотрковского обвода.
В 1822 году Лубенский исполнял должность судьи гражданского трибунала бывшего Мазовецкого воеводства, в следующем году — должность председателя гражданского трибунала бывшего Сандомирского воеводства и в 1825 году — должность судьи бывшей высшей палаты суда.
В 1839 году он произведен был в статские советники, а в 1841 г. — в тайные советники и пожалован званием сенатора.

## Награды
- Орден Святого Станислава 2-й степени со звездой (27 мая 1824[3][4], Царство Польское)
- Орден Святой Анны 2-й степени (1838)[4]
- Орден Святого Станислава 1-й степени (25 декабря 1845)[5][6]
- Орден Святой Анны 1-й степени с императорской короной[6]
- Знак отличия за XX лет беспорочной службы[6]